# FlexRay
FlexRay est un système de communication par bus informatique.
Standardisé par un consortium regroupant des constructeurs automobiles (BMW, Daimler, Volkswagen, General Motors), des équipementiers automobiles (Robert Bosch GmbH, Delphi, ...) et des fondeurs de silicium (Freescale, NXP, ...), il a été développé pour les besoins spécifiques de l'automobile ou de l'aéronautique. Le consortium s'est dissout en 2009. Depuis 2013, FlexRay est standardisé par la norme ISO 17458.

## Fonctionnement
Principales caractéristiques:
- débit brut maximum : 10 Mb/s sur 2 canaux (A et B) soit 20 Mb/s
- trames jusqu'à 254 octets de données
- redondance
- mécanismes de tolérance aux fautes
- déterminisme
- sureté de fonctionnement
- flux périodique et apériodique

L'accès au bus est partagé, périodiquement, entre deux segments: le segment statique (pour les flux périodiques) et dynamique (pour les flux apériodiques).
- Dans le segment périodique, l'accès se fait suivant un mécanisme TDMA:  (Time-Division Multiple Access) : le temps est partagé entre les différents nœuds du réseau. C'est uniquement pendant le (ou les) intervalle(s) de temps alloué(s) que l'un des nœuds peut transmettre un message, à destination de tous les autres.
- Dans le segment apériodique, l'accès se fait suivant le FDMA: Flexible TDMA, qui consiste à gérer des priorités par temps d'attente.

Le respect des frontières temporelles de ces intervalles est primordial et doit être garanti sur l'ensemble du réseau. Des mécanismes du protocole permettent d'assurer une vision consistante d'un temps global sur l'ensemble du réseau.
De la même manière que le bus CAN ou TTP, l'utilisation d'un bus de terrain multiplexé permet de réduire la quantité de câbles dans les véhicules, par exemple, et donc de réduire nettement le poids du câblage. Cependant, ce protocole se distingue de CAN par des performances en débit et en fiabilité plus élevées. Le coût d'un nœud FlexRay est à l'heure actuelle plus élevé que celui d'un nœud CAN, dont il est programmé pour être le remplaçant de facto dans les architectures électriques et électroniques automobiles.